# Alfred Auvard

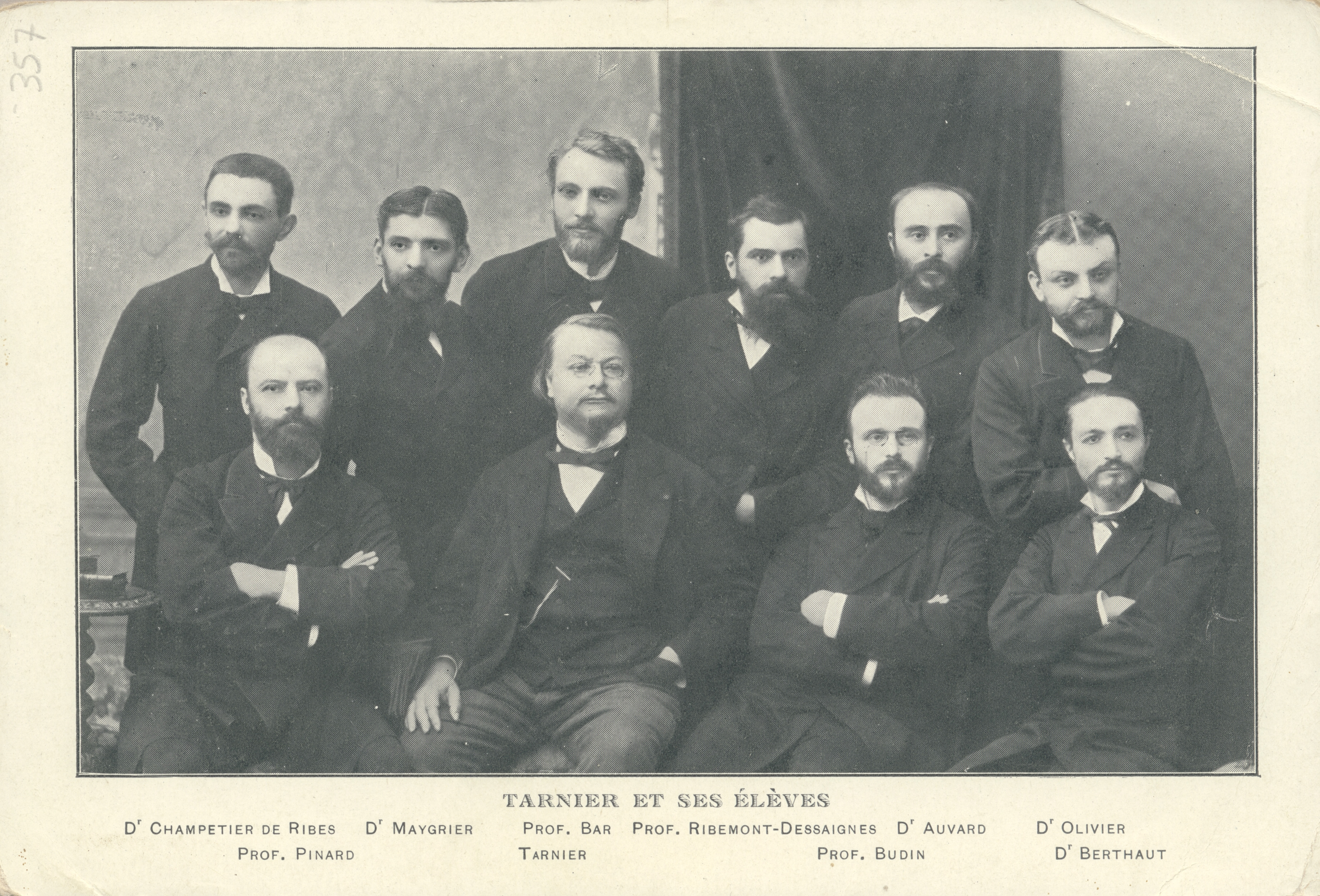
Stéphane Tarnier et ses élèves, date inconnue.

Alfred Auvard, né le 8 août 1855 dans le lieu-dit de Puyval à Segonzac en Corrèze et mort le 22 novembre 1940 à Leynhac, est un obstétricien gynécologue français.

## Biographie
Alfred Auvard naît le 8 août 1855 à Puyval.
Élève de Stéphane Tarnier, il étudie la médecine à Paris et est reçu au concours de 1886 comme accoucheur des hôpitaux et attaché en cette qualité à l'hôpital Saint-Louis en 1897.
Il institue une clinique privée où exerce et enseigne la gynécologie. Il est rédacteur en chef des archives de Tocologie et de Gynécologie, un journal scientifique consacré à l'étude des accouchements et des maladies des femmes.
Alfred Auvard met au point un spéculum constitué de deux valves en bec de canard aplaties à leur extrémité. Il invente en outre divers 
procédés  de  gynécologie  opératoire  et  divers  instruments : une  couveuse, un basiotrihe et, surtout, son remarquable cranioclaste qui conserve une place  de choix dans l’arsenal obstétrical en France et à l’étranger.
Vers 1900, son activité professionnelle se ralentit brusquement, cependant que son activité intellectuelle prend une tout autre direction. Ses préoccupations, à partir  de ce moment, sont consacrées aux problèmes religieux et philosophiques.
À partir de 1907, il cesse de diriger son service hospitalier et, en 1918, il est nommé accoucheur honoraire des hôpitaux.
Il se retire dans le Limousin, entre Juillac et Agen. C’est là qu'il meurt.

## Publications
- Traitement de la métrite parenchymateuse par les scarifications du col de l'utérus (1880)
- De la pince à os et du cranioclaste. Étude historique et expérimentale (1884)[2]
- De la conduite à tenir dans les cas de placenta praevia (1886)[2]
- De la Couveuse pour enfants (1888)
- L'hypnotisme et la suggestion en obstétrique (1888)
- Traitement de l'éclampsie puerpérale (1888)[2]
- Embryotome céphalique combiné (1889)
- Hygiène infantile ancienne et moderne (maillot, berceau et biberon à travers les âges) (1889)[2]
- De l'Antisepsie en gynécologie et en obstétrique (1891)[2]
- Formulaire gynécologique illustré (1892)[4].
- Formulaire obstétrical illustré (1892)[4].
- Gynécologie. Séméiologie géni (1892)
- Menstruation et fécondation, physiologie et pathologie (1892)
- Planches murales pour l'enseignement de la gynécologie, tirées en plusieurs couleurs (1892)[4].
- Anesthésie chirurgicale et obstétricale (1893)
- Guide de thérapeutique générale et spéciale (1893)
- Thérapeutique obstétricale (1893)[4].
- Traité pratique de gynécologie (1894)[4].
- De la Stérilité chez la femme (1896)[4].
- Thérapeutique gynécologique (1896)[4].
- Traité pratique d'accouchements (1898)[4].
- Le nouveau-né (1905)[4].
- L'Évoluisme (1914)
- Aurore nouvelle (1917)
- Aum (essence des religions) (1918)
- Maladie (hystérie, neurasthénie, lésion) (1918)
- Maya (monade dans l'homme) (1918)
- Moksha (libération de la monade) (1918)
- Nada (cycle d'une monade) (1918)
- Vie (conscience, matière, force) (1918)
- Bhagavad Gita (traduite et annotée) (1919)
- Passionnalité (l'homme de désir) (1919)
- Science des Védas (Doctrine évoluiste) (1919)
- Spiritualité (l'homme de conscience) (1919)
- Santé, comment se bien porter (d'après l'enseignement théosophique) (1920)
- Bonheur (Art d'être heureux) d'après l'enseignement théosophique (1921)
- Ésotérisme (Base de l'évoluisme) (1921)
- Malheur (problème de la douleur) d'après l'enseignement théosophique (1921)
- Énigme de la vie (Clé de l'évoluisme) (1922)
- Sociologie (Évoluisme social) (1924)